# Вилаја
Вилаја је планина у Далмацији. Налази се југоисточно од Перковића. Највиши врх је Прапатница са 738 м надморске висине. Већином је чини голи крш.